# Heinz Schirnig
Heinz Schirnig (* 16. Februar 1937 in Schreiberhau, Schlesien) war ein deutscher Prähistoriker und Museumsdirektor.

## Leben
Schirnig studierte an der Universität Göttingen Ur- und Frühgeschichte und wurde dort 1970 promoviert. 1970 gehörte er zu den Gründungsmitgliedern der Archäologischen Kommission für Niedersachsen. Er war Leiter der Abteilung für Ur- und Frühgeschichte des Niedersächsischen Landesmuseums in Hannover und von 1987 bis 2000 Geschäftsführer der Niedersächsischen Sparkassenstiftung mit Sitz in Hannover. Er ist bekannt durch seine Ausgrabungen und Forschungen zu Themen der Vor- und Frühgeschichte sowie der Provinzialrömischen Archäologie Niedersachsens und seine Veröffentlichungen zu den Themen in Büchern, Führern und Zeitschriften.

## Kulturstiftung hbs
1998 richtete Schirnig zusammen mit seiner am 16. Juni 2012 verstorbenen Ehefrau Brigitte die mit einem Stiftungskapital von 50.000 DM ausgestattete Kulturstiftung hbs ein, deren Kapital bis 2012 auf 300.000 Euro anwuchs. Die Stiftung vergibt jährlich einen Preis für Kuratoren und Ausstellungsmacher, die in Ausstellungen ungewöhnliche Ideen verwirklicht haben. Der Preis ist mit 5000 Euro dotiert. 2013 schreibt die Stiftung erstmals einen Kritikerpreis aus, der nun abwechselnd mit dem Preis für Kuratoren vergeben werden soll.

## Veröffentlichungen (Auswahl)
- Die Keramik der Siedlung Böhme, Kreis Fallingbostel, in der römischen Kaiserzeit. Göttinger Schriften zur Vor- und Frühgeschichte 11. Karl Wachholtz, Neumünster 1969 (= Dissertation)
- mit anderen: Archäologische Untersuchungen im Bereich des Elbe-Seitenkanals. August Lax, Hildesheim 1970.
- Funde und Fundstellen um Uelzen. 1. Auflage 1971; 3. Auflage 1979: August Lax, Hildesheim, ISBN 3-7848-1904-4.
- mit Heinz-Günter Peters: Archäologie in Niedersachsen. Einführung in die archäologische Forschung und ihre Ergebnisse. Lax, Hildesheim 1971.
- (Herausgeber): Großsteingräber in Niedersachsen. August Lax, Hildesheim 1979, ISBN 3-7848-1224-4.
- Die Sieben Steinhäuser bei Fallingbostel. Wegweiser zur Vor- und Frühgeschichte Niedersachsens 12, Lax, Hildesheim 1982, ISBN 3-7848-1912-5.
- mit anderen: Ur- und Frühgeschichte im Emsland. Emsländischer Heimatbund 1982.
- (Herausgeber): Westerwanna-Oldenburg, Isensee. Die Funde des völkerwanderungszeitlichen Gräberfeldes in Helms-Museum, Hamburgisches Museum für Vor- und Frühgeschichte Teil 2. August Lax, Hildesheim 1985, ISBN 3-7848-1114-0.
- Spiegelungen. Hoffmann, Uelzen 2012, ISBN 978-3-9815331-0-1.